# Legion (jeu vidéo, 1990)
Pour les articles homonymes, voir Légion.
Legion est un jeu vidéo de type shoot 'em up développé et édité par Telenet, sorti en 1990 sur PC-Engine.

## Accueil
- Tilt : 14/20 [1]